# Principio del máximo de Hopf
El principio del máximo de Hopf define el principio del máximo en la teoría de las ecuaciones diferenciales parciales elípticas de segundo orden, y ha sido descrito como el resultado clásico y fundamental de esa teoría. Generalizando el principio del máximo para la función armónica que Gauss ya conocía en 1839, Eberhard Hopf demostró en 1927 que si una función satisface una desigualdad diferencial parcial de segundo orden de cierto tipo en un dominio de Rn y alcanza un máximo en el dominio, entonces la función es constante. La simple idea detrás de la prueba de Hopf, la técnica de comparación que introdujo para este propósito, ha dado lugar a una enorme variedad de importantes aplicaciones y generalizaciones.

## Formulación matemática
Sea u = u(x), x = (x1, …, xn) una función C2 que satisface la desigualdad diferencial
{\displaystyle Lu=\sum _{ij}a_{ij}(x){\frac {\partial ^{2}u}{\partial x_{i}\partial x_{j}}}+\sum _{i}b_{i}(x){\frac {\partial u}{\partial x_{i}}}\geq 0}
en un dominio abierto (subconjunto abierto conexo de Rn) Ω, donde la matriz simétrica aij = aji(x) es localmente uniformemente definida positiva en Ω y los coeficientes aij, bi están localmente acotados. Si u toma un valor máximo M en Ω entonces u ≡ M.
Los coeficientes aij, bi son solo funciones. Si se sabe que son continuas, entonces es suficiente exigir que las aij sean puntualmente definidas positivas en el dominio.
Generalmente se piensa que el principio del máximo de Hopf se aplica solo a operadores diferenciales L. En particular, este es el punto de vista adoptado por Courant y Hilbert (este último, en su obra "Methoden der mathematischen Physik"). Sin embargo, en las últimas secciones de su artículo original, Hopf consideró una situación más general que permite ciertos operadores no lineales L y, en algunos casos, conduce a declaraciones de unicidad en el problema de Dirichlet para el operador de curvatura media y la ecuación de Monge-Ampère.

## Comportamiento límite
Si el dominio {\displaystyle \Omega } tiene la propiedad de la esfera interior (por ejemplo, si {\displaystyle \Omega } tiene un límite suave), se puede decir un poco más. Si además de los supuestos anteriores, {\displaystyle u\in C^{1}({\overline {\Omega }})} y u toman un valor máximo M en un punto x0 en {\displaystyle \partial \Omega }, entonces para cualquier dirección hacia afuera ν en x0, se mantiene que {\displaystyle {\frac {\partial u}{\partial \nu }}(x_{0})>0} a menos que {\displaystyle u\equiv M}.